# Нік Скелтон
Нік Скелтон  (англ. Nick Skelton, 30 грудня 1957) — британський вершник, дворазовий олімпійський чемпіон.

## Виступи на Олімпіадах
| Олімпіада      | Дисципліна       | Місце             |
| -------------- | ---------------- | ----------------- |
| Сеул 1988      | конкур, особисті | =7                |
| Сеул 1988      | конкур, командні | 6                 |
| Барселона 1992 | конкур, особисті | 70 (кваліфікація) |
| Барселона 1992 | конкур, командні | 7                 |
| Атланта 1996   | конкур, особисті | 23                |
| Атланта 1996   | конкур, командні | =11               |
| Афіни 2004     | конкур, особисті | =10               |
| Пекін 2008     | конкур, особисті | =29               |
| Пекін 2008     | конкур, командні | 5                 |
| Лондон 2012    | конкур, особисті | =5                |
| Лондон 2012    | конкур, командні | 1                 |
| Ріо 2016       | конкур, особисті | 1                 |